# Koninklijke Nederlandsche Wielren Unie
De Koninklijke Nederlandsche Wielren Unie (KNWU) is opgericht op 26 januari 1928. De aangesloten verenigingen en stichtingen organiseren meer dan 700 wedstrijden per jaar. Er zijn ca 230 Nederlandse wielerverenigingen en ca. 150 organiserende stichtingen aangesloten. Er zijn ca 11.500 wielrenners met een wedstrijdlicentie lid van de KNWU.
De KNWU telt 16 disciplines: wegwielrennen, baanwielrennen, fixed gear, e-racen, veldrijden, gravel, BMX race, pumptrack, biketrial, BMX freestyle, mountainbiken, strandrace, para-cycling, ID-cycling, cyclobal en kunstwielrijden.
In Nederland is zevenmaal het wereldkampioenschap op de weg voor professionals gehouden: Vijf maal was het Limburgse Valkenburg aan de Geul het strijdtoneel, in 
1938, 
1948,
1979, 
1998 en 
2012. In 
1959 werden de wedstrijden voor de mannen in Zandvoort aan Zee gehouden. En in 
1967 werden de kampioenschappen verreden in de Limburgse mijnstad Heerlen.

## Organisatie
De directeur-bestuurder van de KNWU is Maurice Leeser. De Raad van Toezicht bestaat uit  Wouter Bos (voorzitter), Peter de Jong, Jak Dekker, Robert Slippens, Caroline Folmer, Hanneke Pol en Petra Kuitert. Technisch Directeur is Wilbert Broekhuizen, prestatiecoach is Jan van Veen.
Bekende oud-bestuurders en medewerkers zijn onder meer:
- Marijn de Vries: zij stapte eind augustus 2022 uit het hoofdbestuur, omdat haar journalistieke werkzaamheden voor Sporza, NRC en Ziggo Sport toenamen. Om dubbele petten te voorkomen nam ze afscheid van het vrijwilligerswerk.[3]
- Johan Lammerts, winnaar van de Ronde van Vlaanderen 1984, was van 2001 tot 2021, bijna 20 jaar actief voor de bond. Hij was onder meer bondscoach en technisch directeur.[4]
- Gerrie Knetemann, bondscoach van de profs vanaf 1991 t/m 2004.[5]

## Ledenaantallen
Hieronder de ontwikkeling van het ledenaantal en het aantal verenigingen:
| Jaar | Ledenaantal | Verenigingen |
| ---- | ----------- | ------------ |
| 2022 | 38.320      | 240          |
| 2021 | 38.295      | 240          |
| 2020 | 38.562      | 238          |
| 2019 | 39.600      | 236          |
| 2018 | 36.224      | 230          |
| 2017 | 35.916      | 221          |
| 2016 | 33.471      | 214          |
| 2015 | 32.892      | 210          |
| 2014 | 33.778      | 210          |
| 2013 | 32.037      | 211          |
| 2012 | 32.303      | 213          |
| 2011 | 24.977      | 209          |
| 2010 | 25.730      | 205          |
| 2009 | 22.500      | 206          |
| 2008 | 28.456      | 200          |
| 2007 | 28.456      | 194          |
| 2006 | 26.966      | 192          |
| 2005 | 24.934      | 189          |
| 2004 | 24.522      | 187          |
| 2003 | 22.860      | 188          |
| 2002 | 22.138      | 190          |
| 2001 |             | 189          |
| 1999 | 22.555      | 183          |
| 1996 | 18.679      | 180          |
| 1993 | 18.521      |              |
| 1990 | 23.823      |              |
| 1987 | 23.237      |              |
| 1984 | 20.019      |              |
| 1981 | 18.611      |              |
| 1978 | 8.070       |              |